# Збурьевский Кут
Збурьевский Кут или Збурьевский Лиман — озеро, залив в дельте Днепра, расположенное на территории Скадовского района (Херсонская область, Украина). Площадь — 21 км². Тип общей минерализации — пресное. Происхождение — речное (дельтовое). Группа гидрологического режима — сточное.
Расположено в границах Нижнеднепровского национального природного парка.

## География
Длина — 9 км, ширина — 3 км. Глубина — 0,5-4 м, наибольшая — 4,5 м. Котловина вытянуто-овальной формы. Южные берега высокие, песчаные, северные — низменные.
Збурьевский Кут расположен в южной части дельты Днепра. Судоходный. Сообщается с Днепром протоками. В озеро впадает протока Канава, ответвляющаяся от протоки Конка. Соединяется проливом с заливом Глаголь Днепро-Бугского лимана. Также лиман сообщается меньшими водотоками с протокой Конка, образовывая речные острова (например, Толока). На южном берегу расположено село Старая Збурьевка.
Питание за счёт водообмена с Днепром. Прозрачность — 1,0-1,5 метра, минерализация — 212—512 мг/л. Температура воды летом свыше +25 °С. Зимой замерзает. Дно устлано слоем чёрного сапропелевого ила с примесями ракушек, в южной части — песчаное.

## Природа
Вдоль берегов заросли прибрежно-водной растительности (тростник обыкновенный, камыш озёрный, кувшинка белая, кубышка жёлтая).
Збурьевский Кут — место нереста ценных видов рыб, в частности осетровых, а также леща, судака. Водится ондатра, енотовидная собака.